# Народный фронт освобождения Омана
Народный фронт освобождения Омана (арабский: الجبهة الشعبية لتحرير عمان) — левая организация в Омане, которая боролась против султана в Дофарском восстании от своего основания до подавления мятежа в 1976 году. Возникла как отделение Народного фронта освобождения оккупированного Арабского залива, предшественником которого, в свою очередь, был Фронт освобождения Дофара.

## Дофарское восстание
После своего создания Народный фронт освобождения Омана стал участником продолжающегося восстания Дофара против султана Саида. НФОА пережил раскол в 1970 году, когда некоторые из его наиболее правых членов решили принять предложение об амнистии от недавно вступившего на престол султана Кабуса бен Саида. Новому правителю удалось умиротворить большую часть Дофара с помощью значительной военной и финансовой помощи со стороны западного блока, и к 1976 году восстание было прекращено.

## После Дофарского восстания
В 1992 году партия была переименована в Народно-демократический фронт Омана, который мирно борется за демократию. Его генеральным секретарем в 1992 году был Абдул Азиз аль-Кади.